# Szabrakamani
Szabrakamani (uralkodói nevén Haemnepet, „Felragyog Napatában) núbiai uralkodó volt az i. e. 3. század első felében. Egyetlen feliratról ismert, a kawai Ámon-templomból; a nagyrészt elpusztult feliraton kivehető, hogy a Szabrakamani előtt uralkoldott Irike-Pije-qo királyt is említi. A szöveggel Arikamaninote két feliratát írták felül, ami mutatja, hogy Szabrakamani őutána uralkodott. 

## Fordítás
- Ez a szócikk részben vagy egészben  a   Sabrakamani című német Wikipédia-szócikk ezen változatának fordításán alapul.  Az eredeti cikk szerkesztőit annak laptörténete sorolja fel. Ez a jelzés csupán a megfogalmazás eredetét és a szerzői jogokat jelzi, nem szolgál a cikkben szereplő információk forrásmegjelöléseként.